# أولاد الناس ثلاثية المماليك
أولاد الناس ثلاثية المماليك هي الرواية السابعة للأدبية المصرية ريم بسيوني، التي صدرت عام 2018 عن دار نهضة مصر وفازت عنها بجائزة نجيب محفوظ لأفضل رواية مصرية لعام 2019-2020 من المجلس الأعلى للثقافة، حيث تعد الرواية من الكتب الأكثر مبيعًا منذ صدورها حيث وصلت لطبعتها العاشرة. وتقوم المؤلفة مع قراءها بجولات مستمرة حول الآثار المملوكية التي ذُكرت في الرواية لرؤية جمال ما تركه هذا العصر من عمارة إسلامية ولمعايشة أحداث الرواية في نفس الأجواء التي كُتِبت فيها.

## عن المؤلفة
د. ريم بسيوني تعمل كأستاذة للغويات في الجامعة الأمريكية بالقاهرة حاليًا. درَست الماجستير والدكتوراه في جامعة أكسفورد ببريطانيا وعملت في الجامعات البريطانية والأمريكية مثل جامعة كامبريدج وأكسفورد وجورج تاون ويوتا. ولها سبع روايات وصدرت كلها في عدة طبعات. وحصلت على المركز الأول في جائزة ساويرس للأدب 2010 عن رواية «الدكتورة هناء» وجائزة أحسن عمل مترجم في أمريكا 2009 عن رواية «بائع الفستق» من مركز الملك فهد لدراسات الشرق الأوسط. كما اختارت مجلة فورورد أكبر مجلة نقد في أمريكا رواية «بائع الفستق» من أفضل عشر كتب صدرت على الإطلاق في عام 2009 في الولايات المتحدة. كما صدر لها العديد من الكتب العلمية عن أشهر دور النشر الأوروبية والأمريكية. وكتب عنها العديد من النُقاد في مصر والجزائر والكويت وأمريكا وأهم مجلات النشر في أمريكا.

## عن الرواية
تحكي هذه الثلاثية عن فترة هامة وذاخرة من تاريخ مصر وهي فترة حكم دولتي المماليك، دولة المماليك البحرية ودولة المماليك البرجية، ثم هزيمة المماليك على يد قوات سليم الأول في عام 1517 وقتل السلطان طومان باي وتعليقه على باب زويلة. وتتخذ الثلاثية من قصة بناء مسجد السلطان حسن بداية للحكي، وتحكي عن تاريخ وتفاصيل العصر وقت وقبل البناء من خلال قصة غير مألوفة على المصريين في هذا العصر وهي زواج زينب المصرية من أمير مملوكي غصبًا وبعد تهديد من الأمير. ويثمر هذا الزواج عن المهندس الذي بنى المسجد. ثم تتوالى الأحداث التي تعود في الحكاية الثانية إلى المسجد بعد عام 1388 حيث تحول إلى ساحة قتال بين الأمراء وفي الحكاية الأخيرة ترصد الأحداث سرقة ونهب المسجد على يد القوات العثمانية.
تحاول الكاتبة عبر ثلاث قصص تدور كل منها في إطار تاريخي يعكس من خلفه الوضع الاجتماعي والسياسي والتاريخي لمصر وناسها في تلك الفترة التي سيطر فيها المماليك على الحكم بعد انتهاء الحكم الأيوبي. وآثار الحكم المملوكي الذي لا زال حتى يومنا هذا تختلط النظرة بشأنه فمن جانب يراه البعض ويؤرخ له كحكم محتل لمجموعة من العبيد الذين تم جلبهم من أماكن عدة إلى مصر وهم أطفال فتدربوا كجنود وتابعين لسلاطين وأمراء مارسوا التسلط على المصريين. ومن جانب لا يمل المصريين عن ذكر انتصارات المماليك على التتار والصليبيين وكيف حموا مصر من غزواتهم على مدار قرون إلى جانب أثرهم المعماري والتعليمي والخيري في بناء المساجد والمدارس والأسواق والمشافي. ولذا يبقى مسجد السلطان حسن وقصة بناؤه وحضوره في تاريخ تلك المرحلة رابطاً هامًا عبر الأجزاء الثلاثة وتم اختياره لكونه أهم مسجد في تاريخ المسلمين من حيث المعمار والمساحة والحجم وتكلفة البناء إلى عصرنا هذا.
وأيضًا تحدثت الرواية في الحكاية الأولى والثانية منها عن فكرة ظهور وباء الطاعون في عصر المماليك أكثر من مرة، منها عصر االسلطان الناصر محمد بن قلاون وعصر السلطان برقوق كما رسمت المعتقدات وراء انتشار هذا الوباء في تلك الفترة والطرق العلمية التي اتخذها المماليك ورجال الدين للحد من انتشارهذا الوباء وكيف أدى هذا الوباء إلى موت الكثير من السلاطين والأمراء والعامة. وذكرت الرواية أن الخوف شعور إنساني يجب احترامه ولكن في نفس الوقت لا يجب أن يسيطر على الإنسان. كما وضحت أن من السهل فناء البشر بالأوبئة والحروب ولكن التاريخ يظل دائمًا خالدًا بعمائره حيث لا تفنى العمائر بالوباء.
إلى جانب ذلك، يوجد بهذه الرواية الكثير من الاقتباسات التي جسدت ببراعة مشاعر وأفكار النفس البشرية في عصر المماليك، والتي من الممكن أن تنطبق على سائر العصور وكأن التاريخ يعيد نفسه.

## جوائز
هذه الرواية حصلت على جائزة نجيب محفوظ لأفضل رواية مصرية لعام 2019-2020 من المجلس الأعلى للثقافة.

## اقتباسات
- أتساءل دائمًا: ماذا يحدث لأولاد الناس في هذه المدينة؟ هل يتوهون بين أروقتها وينصهرون بين بقية الناس؟ هذه المدينة غريبة. تبتلعك كالنهر، وتفقدك الذاكرة والهدف. كلنا فيها مجاذيب!"
- “في الإبداع فناء، وفي خروج المارج موت بطيء للقلب وفجوة للنفس. وفي بلوغ المراد مرارة الوصول وانتهاء الطريق."
- «ما أسهل فناء البشر بعد الوباء شعرت بضآلة الإنسان وتفاهته، تعرف، لابد أنك تعرف أن الحروب تذهب هباء لو لم نسجلها ونخلدها بالعمائر، لا وباء يقتل العمائر ولا غدر يغتالها.»
- “الرجال أنواع يا ابنتي كالسيوف، نوع يتحطم بين يديك، ونوع يخدعك، ونوع بارد، ونوع يبهرك فتحملقين فيه عمرك الباقي لتستوعبي جماله، هذا النوع سيقدر عطاءك."
- «إن الحب كالسجان القاسي، يحجب ضوء الشمس لو اختفى المحبوب، ويغلق حنايا القلب عمَّن سوى المحبوب. يعذب دومًا ويخرج العجز من أعماق البحار، لا قوة تهزمه، ولا سيوف تقوى على كبحه.»
- «في الحب لا يوجد مراتب يا مولاي، إما أن تحب بكل نفسك وإما ألا تحب.»
- «قرأت عن الحب يا مولاي ولم أجد شاعرًا يناجي امرأتين فلا عشق قيس سوى ليلى ولا عشق عنتر سوى عبلة ولا عشق جميل سوى بثينة»
- «واعرف يابني أن ما تراه العين هو ما تريد أن تراه دومًا، بينما الحقيقة تختفي كالهلال قبل الظهور. الضلال...ما أوضحه! يسطع كبياض الصبح، كلنا نسير وراء موكبه، أما الحقيقة فطمس وظلام.»
- «يابني، في الاجتهاد فوز دومًا. انظر حولك، واجعل بصيرتك تطغى على عينك؛ لترى، وتأمَّلْ وتيقَّنْ. ماذا ترى؟»
- «في الحكي البدء والوصول، وفي اكتمال القصص امتلاء للنفس وراحة للروح. تتشابك الأنفس عبر الأزمنة والأماكن، ويستحيل الفصل مهما حاولنا. مازلت أبحث.»
- «للاجتهاد في البحث عن الحقيقة ثمن يدفعه العاشق. من يتقن في طلب العلم يتقن في العشق. ومن يفن باحثًا عن العدل يفن باحثًا عن امرأة لا تنتمي لهذه الأرض، ولا تتبع أي قواعد.»
- «في كتابة الحق جهاد وانتصار، وفي تدوين الوقائع وصول إلى اليقين وثبات للنفس، الدهر يتلاعب بنا وبمصائرنا، ولكن القدم تقف ثابتة على الأرض العتيقة لو كتبنا الحقيقة ولم نُخْفِ ضعفًا ولا قوة، ولم نحاب لأخ ولا عشيرة، فالتاريخ يا أبا البركات يحول دون الفناء، ويدفئ الصروح الباردة، ويحمي من غدر الطامع، إذا كُتِبَ بيد أمينة ودَوَّنه رجال العلم والمعرفة. اكتب في كتابك أنني رأيت بعيني العامة يحاربون بشجاعة وزهد وببريق في العيون، وبكفاءة وإتقان الناسك والعابد، وحماس العاشق والثائر.»
- «كنا ثلاثة فرسان نجتاز الجسر معًا، وخرج الوحش من الأعماق ونفخ النار في الأحجار، فانهار الجسر أو كاد.»
- “المحارب لابد أن يتزوج ممَّن تقوى على مبارزته، وليس من تستسلم له فيعاملها كرداء قديم يرتديه من أجل ذكرى جميلة أو أداء واجب."
- «الخيانة كمُشيد العمائر الماهر، تبني الحواجز والقلاع العالية المُحكمة في أقل وقت وبأقل جهد.»
- «ليس للمُحبِّ أن يطمع، وليس للطامع أن يحب.»
- «هذه حرب توهم الرجال أنهم حاربوا فيها، ولم يدفع ثمنها سوى النساء، من حارب ومن خسر ومن قاوم ومن هلك هو نحن النساء وليس الرجال.»
- «مصر كالساحرة الفاتنة ليس لحاكم إلّا أن يقع في غرامها ويبذل المال والولد ليصل إليها، ولكنها تأبى أن تستسلم أبدًا.»
- «وبدت القاهرة بعيدة، حزينة، شامخة بمبانِ حجرية لم تكتمل بعد، وانتصار كامن في الأعماق لن أراه ولن أشهد عليه، وامتص هواؤها اليوم كل الألوان وكل الوجوه.»[11]

## آراء النُقاد
- حلمي النمنم، وزير الثقافة الأسبق، مجلة المصور: «إنجاز رواية على هذا النحو لا يقوم على موهبة الكاتبة وقدرتها على الإبداع فقط، لكن يقتضي درسًا علميًا مطولًا ومعمقًا.....و أظنها فعلت هذا وأجادت مع مراعاة ألا يطغي ذلك كله على بناء الرواية وأحداثها وأسلوبها وإلا تحولت إلى كتاب علمي وتاريخي. وقد أتقنت الكاتبة ذلك رغم أنها لم يسبق لها أن كتبت أعمالًا تاريخية.»
- هبة عبد الستار، جريدة الأهرام: «هناك روايات تاريخية فضلت الاتكاء على التاريخ الرسمي بشكل كامل فتناقض فيها هامش الإبداع، وهناك روايات أخرى تكتب المسكوت عنه في التاريخ وتثير التساؤلات بشأن السرد الرسمي له مثل» أولاد الناس«التي حاولت كسر الصورة النمطية عن المماليك وإنصافهم برغم الفساد وصراعات السلطة وسوء الأحوال الاقتصادية والاجتماعية وقتها وسعت ل» أنسنة«المماليك في صراعاتهم النفسية والداخلية حول هويتهم وانتمائهم لمصر وولائهم لها ودفاعهم عنها وحمايتهم لها من التتار والصلبيين وحرصهم على العمارة والبناء واحترام أهل العلم والشيوخ.»
- د. اعتدال عثمان، مجلة الشارقة الثقافية: «تكتب ريم بسيوني رواية تاريخية بوعي معرفي وهندسي وبحس بنائي أشبه ما يكون بتخطيط المدن الأثرية القديمة وبتشييد العمائر ذات الطراز المعماري الفريد مثل مسجد السلطان حسن درة العمارة الإسلامية… الرواية ترتبط بالتاريخ إلا أنها تعيد قراءته لتكشف عما سكت عنه في كتب المؤرخين… كذلك يتجلى الجانب التخيلي في كشف أبعاد الذات الإنسانية لدى الشخصيات الروائية المتعددة التي تجيد الكاتبة رسم دراما حياتها وصراعها مع واقعها المتقلب بين الحرب والحب وصراع القوة وقسوة المصائر...اللغة في الرواية راقية ورائقة، وكثيرًا ما تقترب من لغة الشعر، كما تنقل بحساسية تعدد الخطابات الجامعة بين الديني والتاريخي والفلسفي والاجتماعي والحكمة المتقطرة من التجربة الإنسانية في كل زمان ومكان.»
- المخرج الكبيرأحمد فؤاد درويش، جريدة القاهرة والمصري اليوم: «السفر ضخم هو رواية أولاد الناس (ثلاثية المماليك) لكاتبتها الموهوبة ريم بسيوني والتي أدعو إلى قراءتها، وأدعو إلى إعادة مناقشتها ليس بهدف بيع نسخ منها فقط، وإنما بهدف كشف مكنون شخصياتها الرئيسية، في الحكاية الأولى أخرجت لنا ريم بسيوني عملًا هندسيًا، في هندسة العواطف، يتحرك خط عشق زينب البياني من أقصى الكره إلى أقصى العشق للأمير محمد، ثم يستقر في الوسط ليلتقي بخط عشق الأمير محمد لزينب الذي يبدأ من أقصى العشق إلى خط الوسط، حيث استقر خط عشقها له. هذه حالة روائية درامية (وهندسية) أبدعتها ريم بسيوني- بوعي- وهي تهندسها.تحية مني لمصر المماليكية بكل أطيافها، وتحية مني للكاتبة الموهوبة ريم بسيوني لها دين التقدير ودين الاحتفال بها.»
- د. فدوى عبد الرحمن، جريدة اليوم السابع: «عبقرية التاريخ والمكان رحلة في رواية أولاد الناس… الكاتبة قد اعتمدت على هذا الكتاب كثيرًا في تصويرها للعصر وأحداثه، ولكنها لم تكتفِ بذلك بل خلقت شخصيات من لحم ودم تفاعل معها القارئ وتوحد معها وأحس بمعاناتها وصراعاتها. والثلاثية وإن كانت عن التاريخ، فهي أيضًا عن الإبداع، عن الفن الذي يملك الفنان نفسه وينتج عنه أعمال خالدة مثل مسجد السلطان حسن والسلطان برقوق وغيرها من المساجد والمدارس والأسبلة.»
- إيمان نجيب، أخبار الأدب: «جذبني عالم رواية» أولاد الناس«. لحكايات ريم بسيوني سحرها، فالسرد عندها متدفق بسلاسة... والحب عندها شعور جارف ومعقد، وتجربة الحب ليست بالرتيبة ولا الهينة، تنطوي على التحدي والإنكسار، والقسوة والتضحية، والهزيمة والانتصار. قصص الحب عندها عذبة وكثيرة ومتنوعة، وكأنها تغترفها من معين لا ينضب، فهل يحكي لها العشاق حكاياتهم، أم أنها تتواجد معهم في خلواتهم، فتنقل لنا أدق نجواهم.»
- نشوى الحوفي، جريدة الوطن: «رواية تعيد طرح التاريخ وتساؤلاته عن المماليك وعلاقتهم بالمصريين والغزو العثماني.. تأتى أهمية تلك الرواية الرائعة المفعمة بلغة سلسة وحضور طاغٍ للتاريخ في خلفية الحدث المستند على ثلاث قصص للحب، تدور كل منها في إحدى مراحل تلك الحقبة، عبر ثلاثة أجزاء داخلية طبعت في رواية واحدة تعتمد كلها على سيرة المماليك في مصر منذ عهد الناصر قلاوون وحتى الغزو العثمانى لمصر وانتصارهم على السلطان طومان باى بخيانة أحد مساعديه وقطع رأسه وتعليقها على باب زويلة في القاهرة.»
- إيمان خفاجة، جريدة الشروق: «استطاعت الكاتبة أن تقف بالقارئ أمام قدرة العمل الروائى على أن يكون مرجع هام للأحداث التاريخية، بل هو الأجدر لأن الحكاية هي ما تحرك العمل، وحكايات الناس هي منبع الحدث هي الذاكرة التي تحفظه حتى يحين موعد الكتابة، لكنها لا تصلح بمفردها فهى وإن لم تذكر الحكاية كاملة سوف تكون الجسر بين القارئ وبين أمهات الكتب التاريخية؛ حين تدفعه بأسلوبها السردى الشيق للمزيد من البحث.»[12][13][14][15]

## تصريحات
من تصريحات الأديبة د.ريم بسيوني عبر وسائل الإعلام بعد حصولها مباشرة على جائزة نجيب محفوظ لأفضل رواية مصرية لعام 2019-2020 عن روايتها أولاد الناس ثلاثية المماليك من المجلس الأعلى للثقافة:
- الجائزة تعني لي الكثير، أولًا لاحترامي الشديد لوزارة الثقافة المصرية، ولأن الجائزة تحمل اسم المبدع نجيب محفوظ، وهذا شرف يتمناه كل كاتب، وكم كنت أتمنى أن يكون أديب نوبل نجيب محفوظ معنا الآن ويقرأ عملي هذا.
- أهدي الجائزة إلى والدي، حيث كان متحمسًا لها ولفكرتها منذ البداية.
- الجائزة الحقيقة تكمن في استقبال القراء للرواية منذ إصدارها، ولم أتوقع الاحتفاء الكبير بها وأن تحتل قائمة الأكثر مبيعا بالمكتبات منذ صدورها، خاصة أنها رواية تاريخية ذات حجم كبير، وهذا الاحتفاء يدل على الوعى الشديد للقارئ، وأن وصولها لجائزة نجيب محفوظ يعنى الوصول إلى عدد أكبر من القراء.
- أسعى لتحري الصدق مع القارئ، ويهمني أن يصل له هذا الإحساس بأنني أحترم عقله وأُقدر قراءته.
- اخترت العصر المملوكي لإهتمامي بالعمارة المملوكية بشده منذ أن زرت جامع السلطان حسن ولهذا درست كل مايخص العمارة المملوكية لثلاث سنوات متتالية باللغة العربية والإنجليزية كما أن فترة حكم المماليك لمصر والتي تقدر بأكثر من ثلاثمئة عام هي أكثر الفترات التي لم تأخذ حقها في السرد الأدبي بالرغم من النهضة الشاملة التي شهدتها مصر فيها مما شجعني علي أخذ تلك الخطوة.
- لم أقصد كتابة رواية تاريخية، بل كان هدفي رواية إنسانية في المقام الأول تعبر عن مشاعر الناس في تلك الفترة، لأن الجانب الإنساني للمماليك تم إغفاله كثيرًا.
- لم تكن لدىّ مشكلة في الكتابة عن وقائع تاريخية معروفة أو مشهورة، وعندما فكرت في الأمر وجدت أن فكرة خطف طفل لم يتجاوز عمره التاسعة من أهله، ووضعه في معسكر مع أطفال آخرين لا يعرفهم، ويتعلم لغة ودينا جديدين ثم فنون الحرب، فهذا له تأثير إنساني قوي.
- المماليك كان لديهم اهتمام واحترام شديد للفنانين المصريين، صحيح أنهم كانوا يحاولون إثبات ولائهم لمصر وللدين الإسلامي ولكنهم بنوا القصور والأسبلة والأضرحة والمساجد.
- في رأي المؤرخين الأجانب العصر المملوكي هو آخر العصور الذهبية للإسلام، والعمارة المملوكية هي أكثر عمارة موجودة في مصر الآن، وللأسف لم ندرس أهميتها في تاريخ مصر.
- زيارتي الأولى لمسجد السلطان حسن بالقاهرة هو الذي حرك بداخلي الفضول لقراء تاريخ فترة حكم المماليك، واستمر بحثي لثلاث سنوات، فهذا العصر به ثراء وثقافة وحضارة كبيرة لا يعرف الكثيرون عنها شيئًا، وشعرت أثناء الكتابة أنني جزء من هذا العصر الذي أكتبه.
- بعد نشر الرواية عدت لزيارة الأماكن التي ذكرت في الرواية بصحبة القرّاء ليعيشوا أجواء الرواية على أرض الواقع وليس فقط القراءة عنها.
- الكتابة في التاريخ تحررني وهناك مشاريع روايات تاريخية أخرى. وهناك اهتمام بترجمة الرواية إلى لغات أخرى.
- ليست المبيعات ولا الجوائز هي من تشجع الكاتب وإنما رغبته في الكتابة والإبداع هي من تفعل ذلك ويأتي بعدها تقدير القارئ لما ينتجه الكاتب.
- أتمني طبعا أن يتحول أحد أعمالي الي فيلم أو مسلسل ولكن دون تغيير أيا من الأحداث أو الفكرة أو الشخصيات حتي لا يؤدي لتشويهها.
- أهم شيء في حياتي هو الكتابة والعمل الأكاديمي أيضًا مهم بالنسبة لي وبستمتع به، لكن الكتابة تخرج من قلبي ونفسي فبالنسبة لي هي مهمة جدا جدًا.
- أصعب شيء حدث لي عكفت عن الكتابة لمدة سبع سنوات بعد حصولي على جائزة ساويرس وجائزة أخرى كأحسن عمل مترجم من الولايات المتحدة الأمريكية، وذلك بعد كتابة خمس روايات ظننت أن موهبتي انتهت، وكان آخر عمل أشياء رائعة وبعد سبع سنوات مرشد سياحي وثلاثية المماليك، وأرى أن الكاتب من الأفضل له عدم الكتابة إن لم يكن يملك فكرة جيدة، وهذا ما أعمل عليه قبل الكتابة.
- من الظلم اتهام الشباب بمجافاة القراءة، بل أرى أن الشباب مقبل على القراءة وينتظر فقط أن يرى أعمالاً جيدة، تشبع لديه الحاجة إلى المعرفة في جوانب كثيرة من الحياة.[16][17][18][19][20][21][22][23][24]

## برامج
تم استضافة الأديبة د. ريم بسيوني في العديد من البرامج لمناقشة رواية أولاد الناس ثلاثية المماليك معها قبل حصولها على الجائزة، ومن هذه البرامج:
- لقاء في مسجد السلطان حسن في برنامج تحياتي على قناة الناس.[25][26][27]
- لقاء مع برنامج السفيرة عزيزة على قناة DMC.[28]
- لقاء مع برنامج الستات مايعرفوش يكدبو على قناة CBC.[29]
- لقاء مع برنامج حدوتة مصرية على قناة النيل الثقافية.[30]
- لقاء مع برنامج صباحك مصري على قناة MBC2.[31]
- لقاء مع برنامج قعدة هوانم على القناة الثانية.[31]
- لقاء مع برنامج بنصبح عليك على القناة الثانية.[32]
- لقاء مع برنامج يوم جديد على قناة الغد.[33]
- لقاء مع برنامج أنا من البلد دي على قناة الإسكندرية.[34]
- لقاء مع برنامج رسالتي على قناة االنيل الثقافية.[35]
- حوار مع إذاعة البرنامج الثقافي.[36]